# Magga Peak
Magga Peak är en bergstopp i Antarktis. Den ligger i Östantarktis. Australien gör anspråk på området.
Terrängen runt Magga Peak är platt åt sydost, men åt sydväst är den kuperad. Havet är nära Magga Peak norrut. Trakten är obefolkad. Det finns inga samhällen i närheten.